# 王业宁
王业宁（1926年10月14日—2019年2月22日），女，籍贯安徽六安，生于安徽安庆，中国凝聚态物理学家、教育家，南京大学物理学院教授。

## 生平
1949年毕业于中央大学物理系。1991年当选为中国科学院学部委员（院士）。
2019年2月22日18时因病医治无效在南京逝世，享年93岁。